# محافظة جنوب سيناء
29°03′N 33°50′E / 29.05°N 33.83°E

محافظة جنوب سيناء، محافظة مصرية؛ وإحدى المحافظتين اللتين تقتسمان مساحة شبه جزيرة سيناء. عاصمتها مدينة الطور.

## التقسيم الإداري
وتتكون المحافظة من تسعة مدن و 13 وحدة محلية قروية و81 تجمع بدوي. وأقسامها هي:
- أبو رديس
- أبو زنيمة
- نويبع
- طابا
- رأس سدر
- دهب
- شرم الشيخ
- سانت كاترين
- الطور

## المحافظون
- لواء أ.ح./ خالد مبارك بكري
- لواء أ.ح./ خالد فوده
- لواء أ.ح./ محمد عبد الفضيل شوشة
- لواء أ.ح./ محمد هاني متولي
- لواء أ.ح./ مصطفى عفيفي
- لواء أ.ح./ ممدوح الزهيري
- لواء أ.ح./ عبد المنعم سعید
- لواء أ.ح./ محمد نور الدين عفيفي
- مجدي أحمد سليمان
- الفريق/ فؤاد عزيز غالي.[3]

## معرض الصور

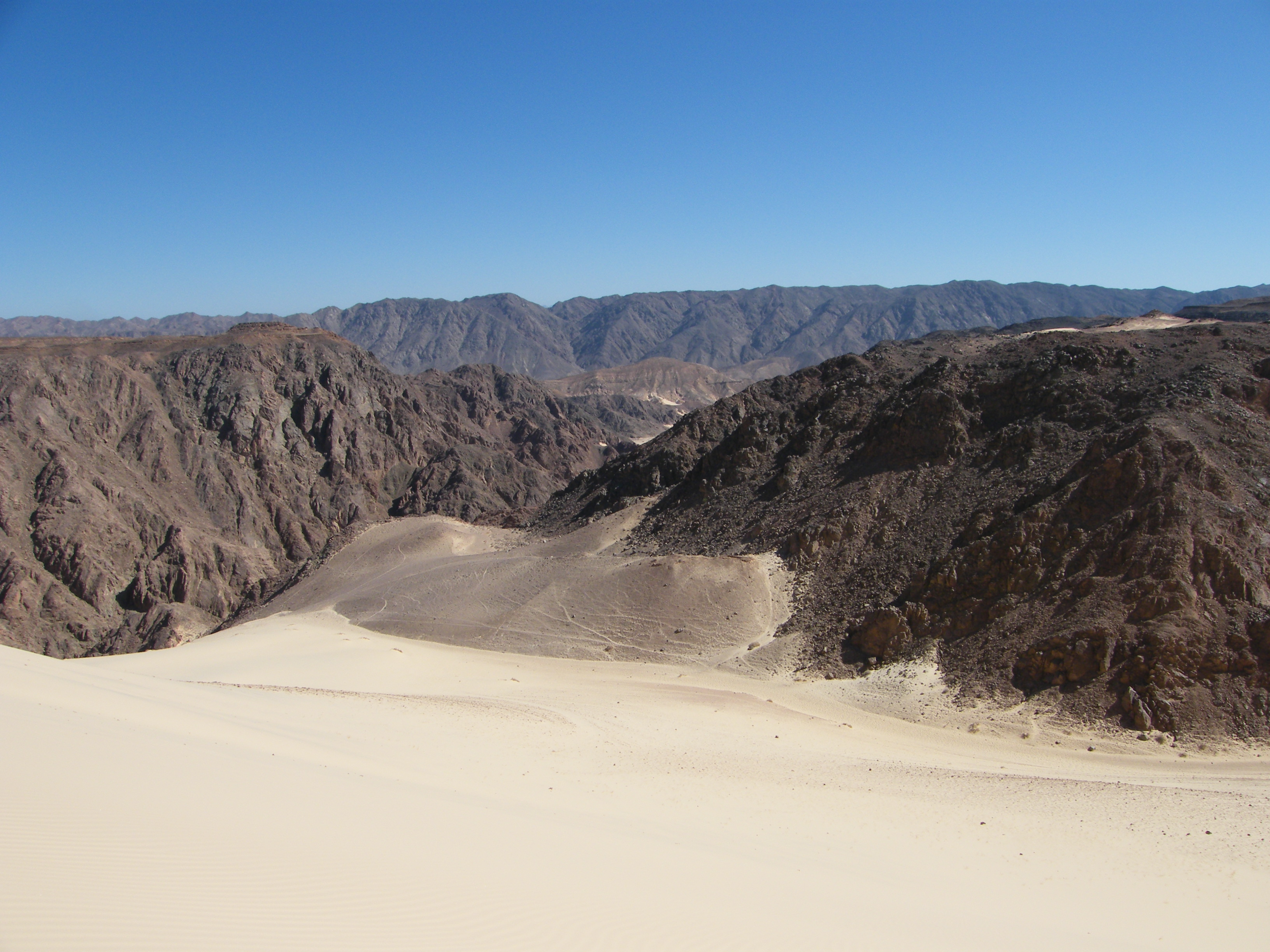
جبال جنوب سيناء
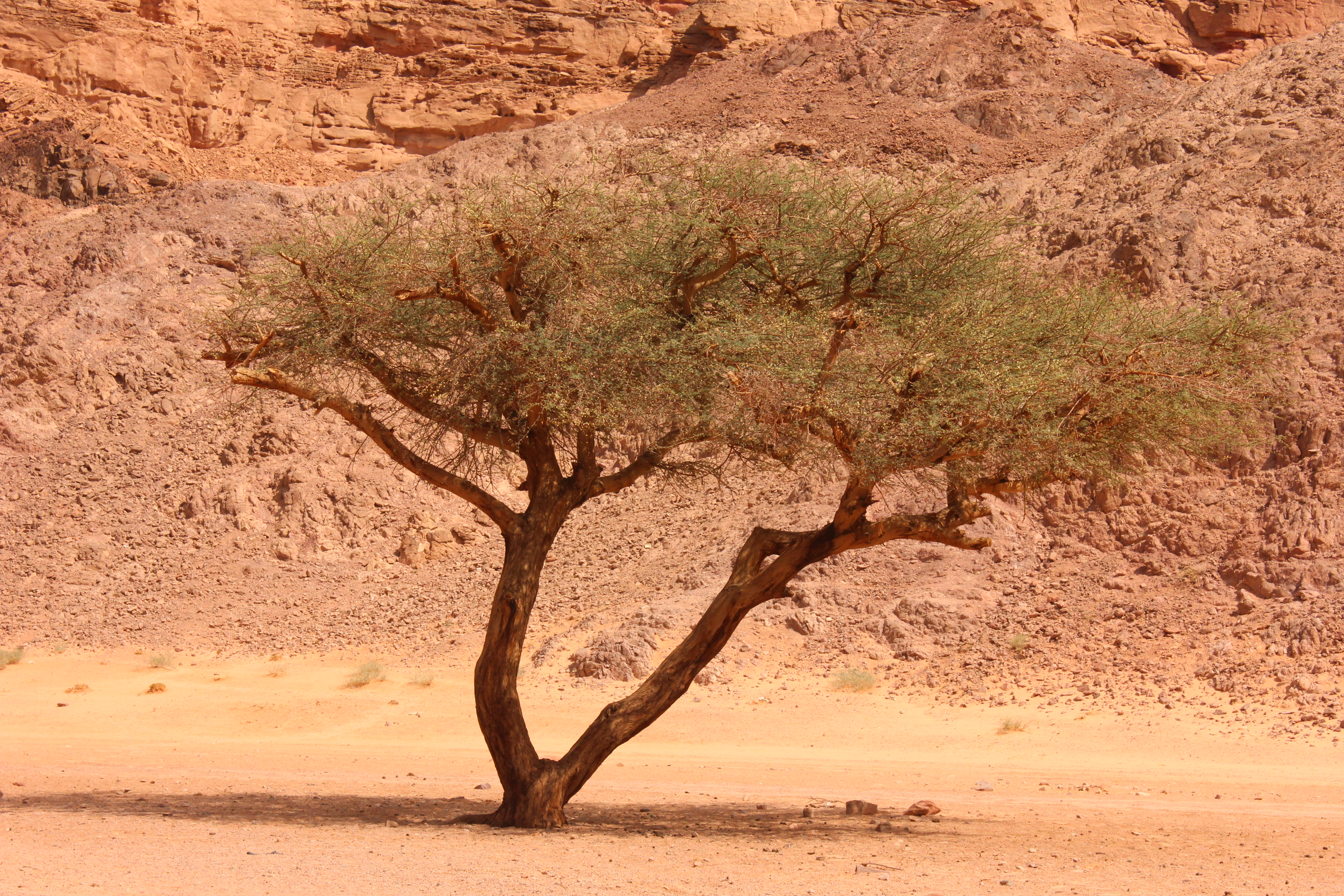
واحة غير خضرة، نويبع، جنوب سيناء، مصر.
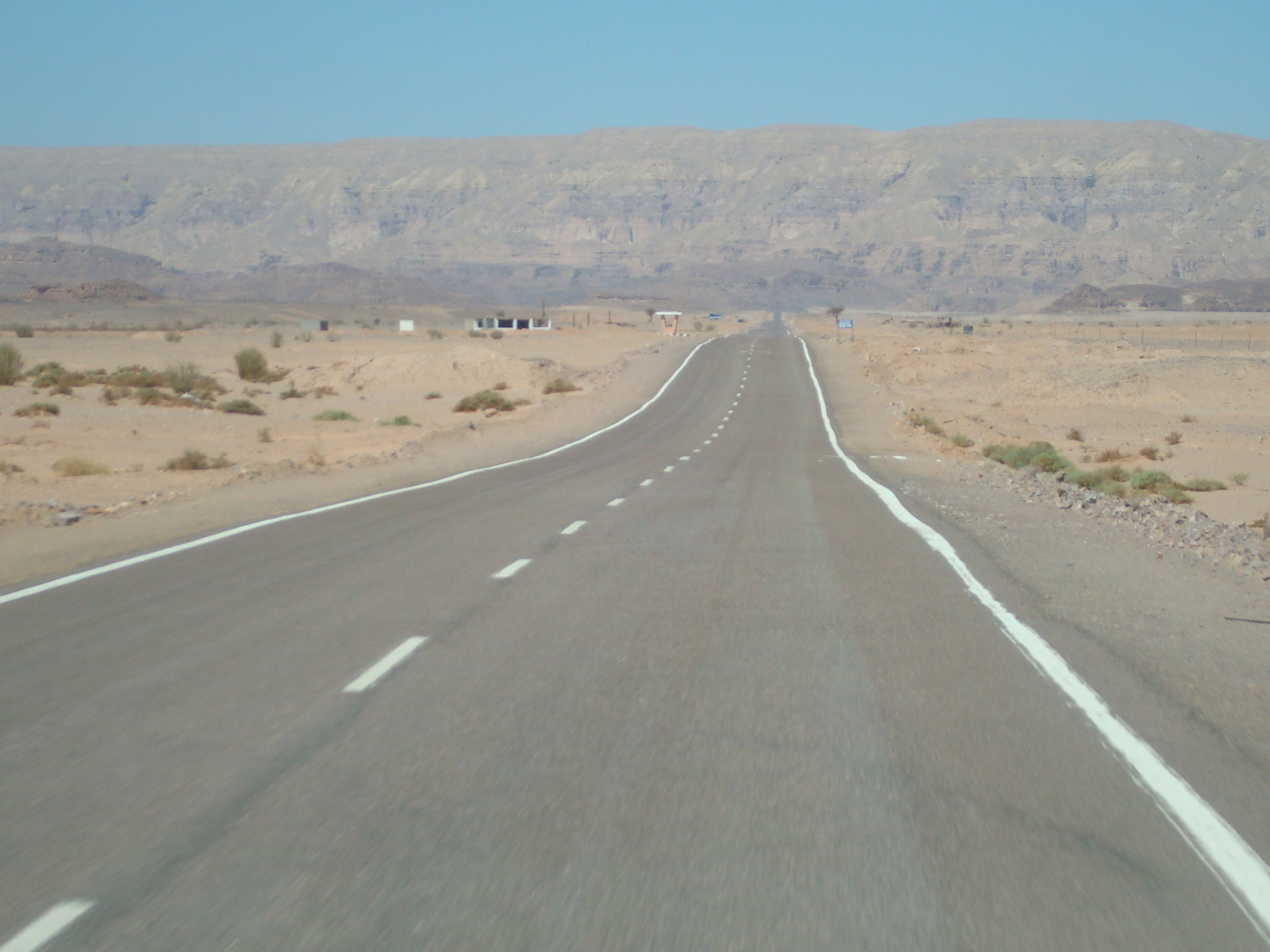
الطريق إلى سانت كاترين من مفرق الطرق المؤدي إلى سانت كاترين ودهب ونويبع
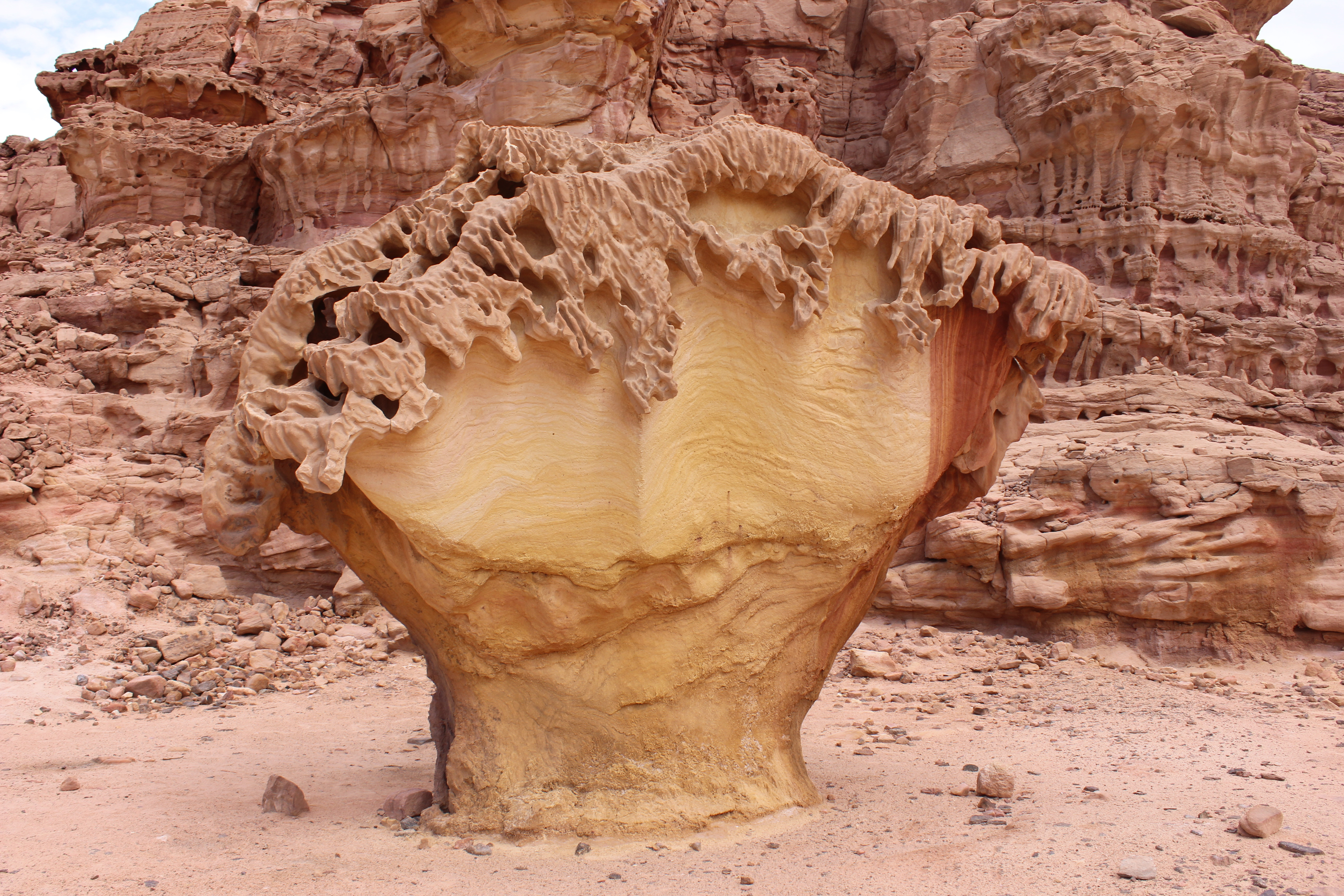
واحة غير خضرة، نويبع، جنوب سيناء، مصر.
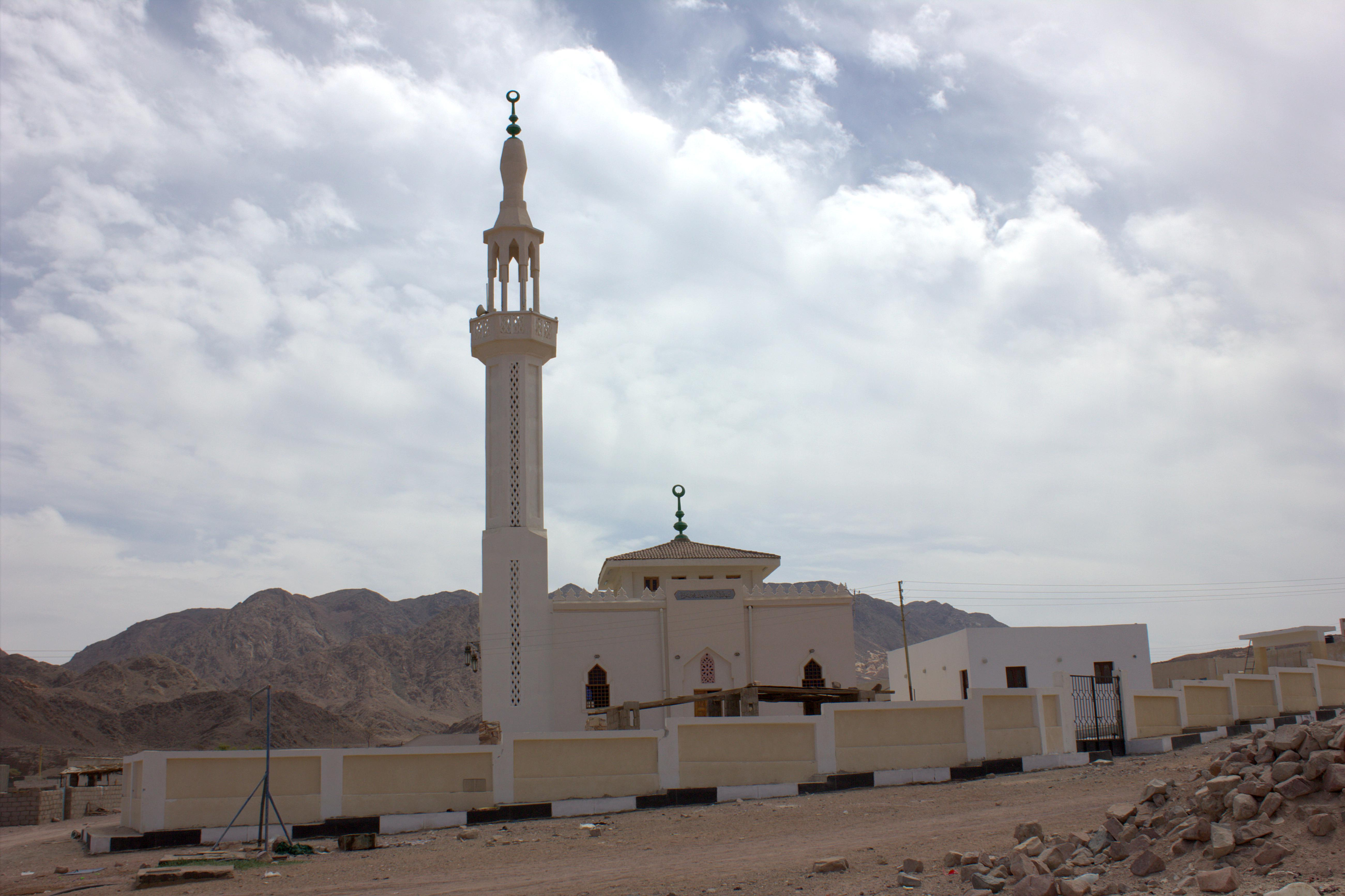
أحد المساجد بير زغير، نويبع، جنوب سيناء، مصر.
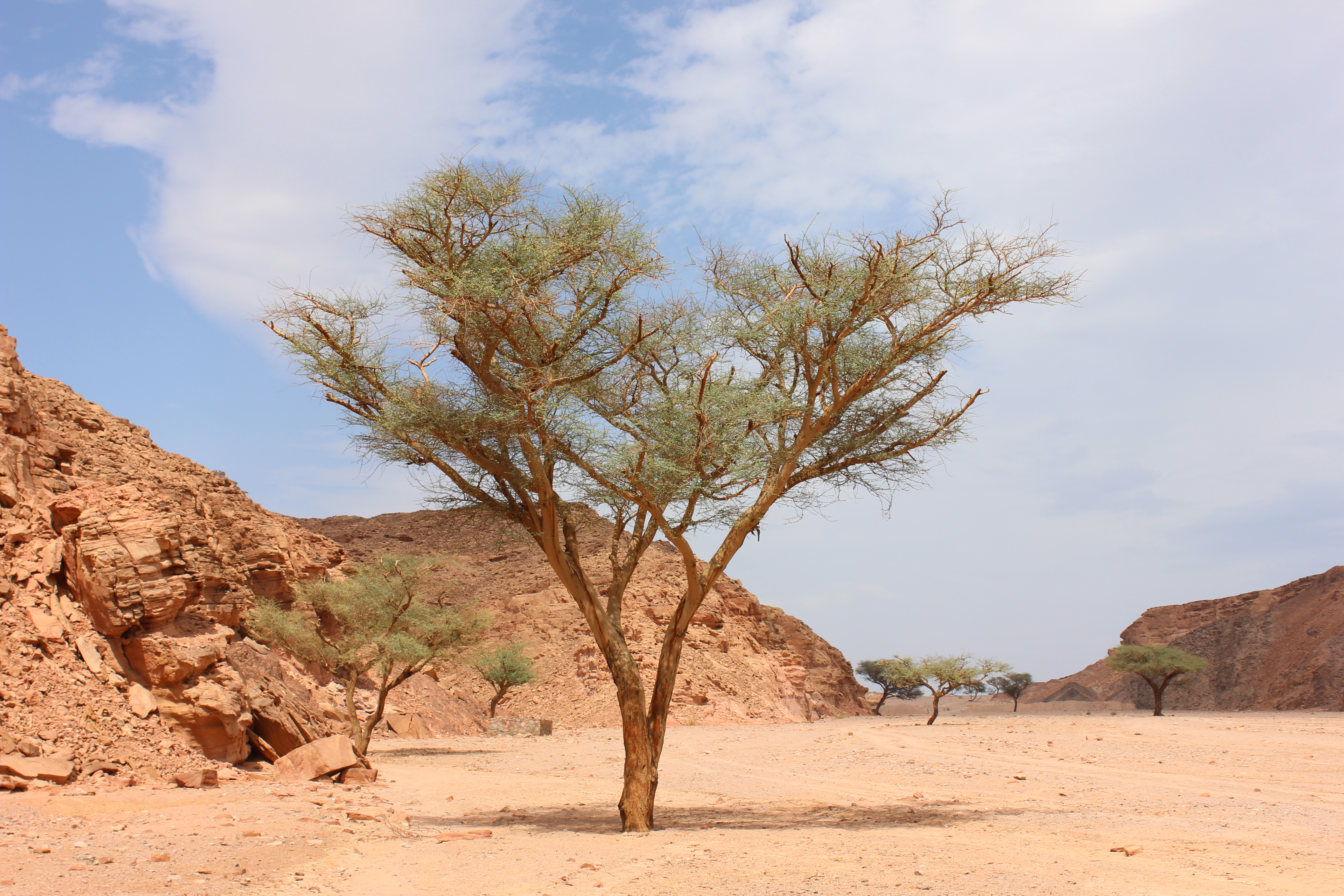
شجرة سنط سيال بمنطقة ديسكو تاور أو ما يُعرفها أهل سيناء بالرويهبية على مقربة من واحة غير خضرة، نويبع، جنوب سيناء، مصر.
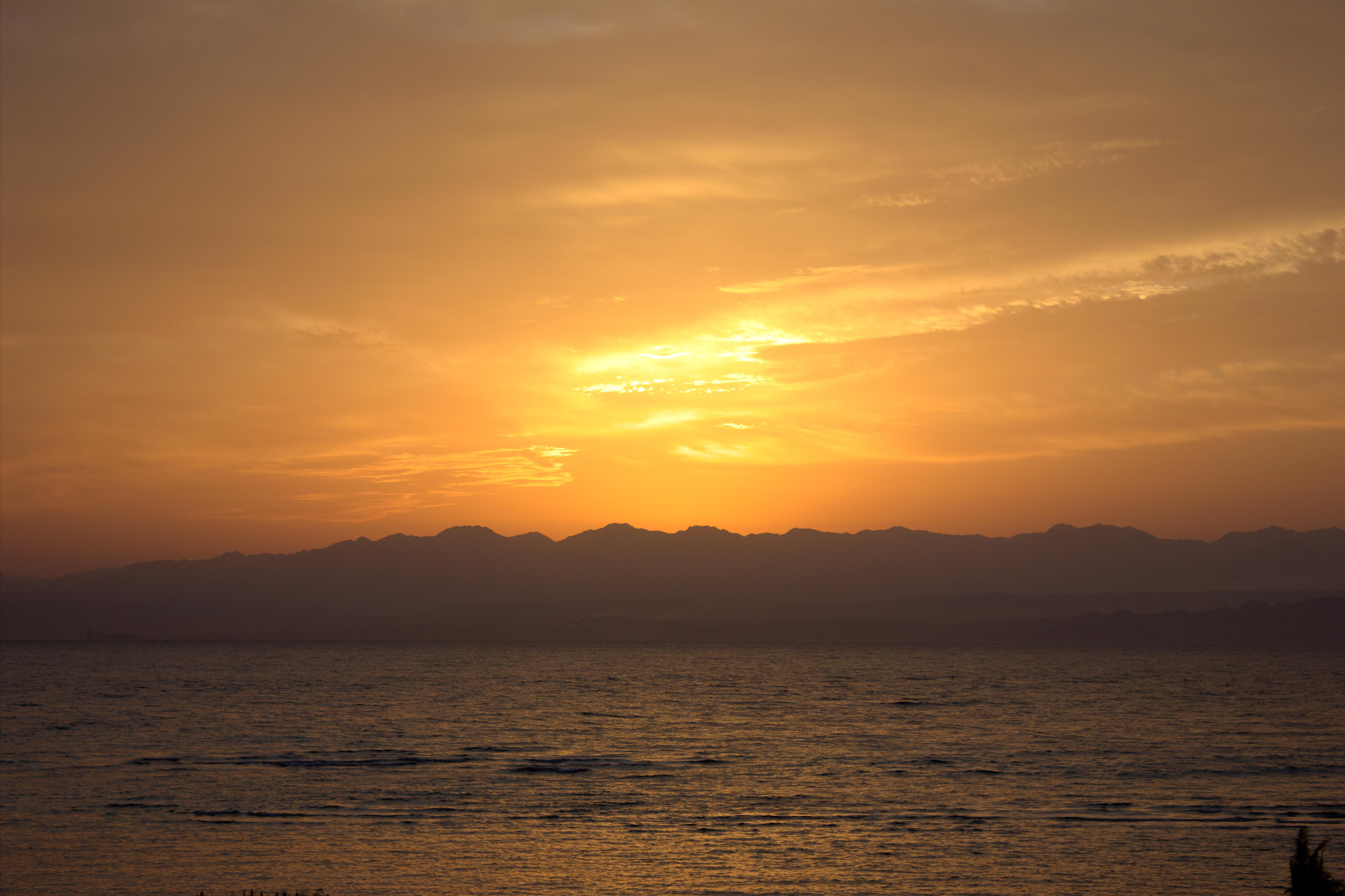
شروق الشمس في بيلا سينا بنويبع، جنوب سيناء، مصر.
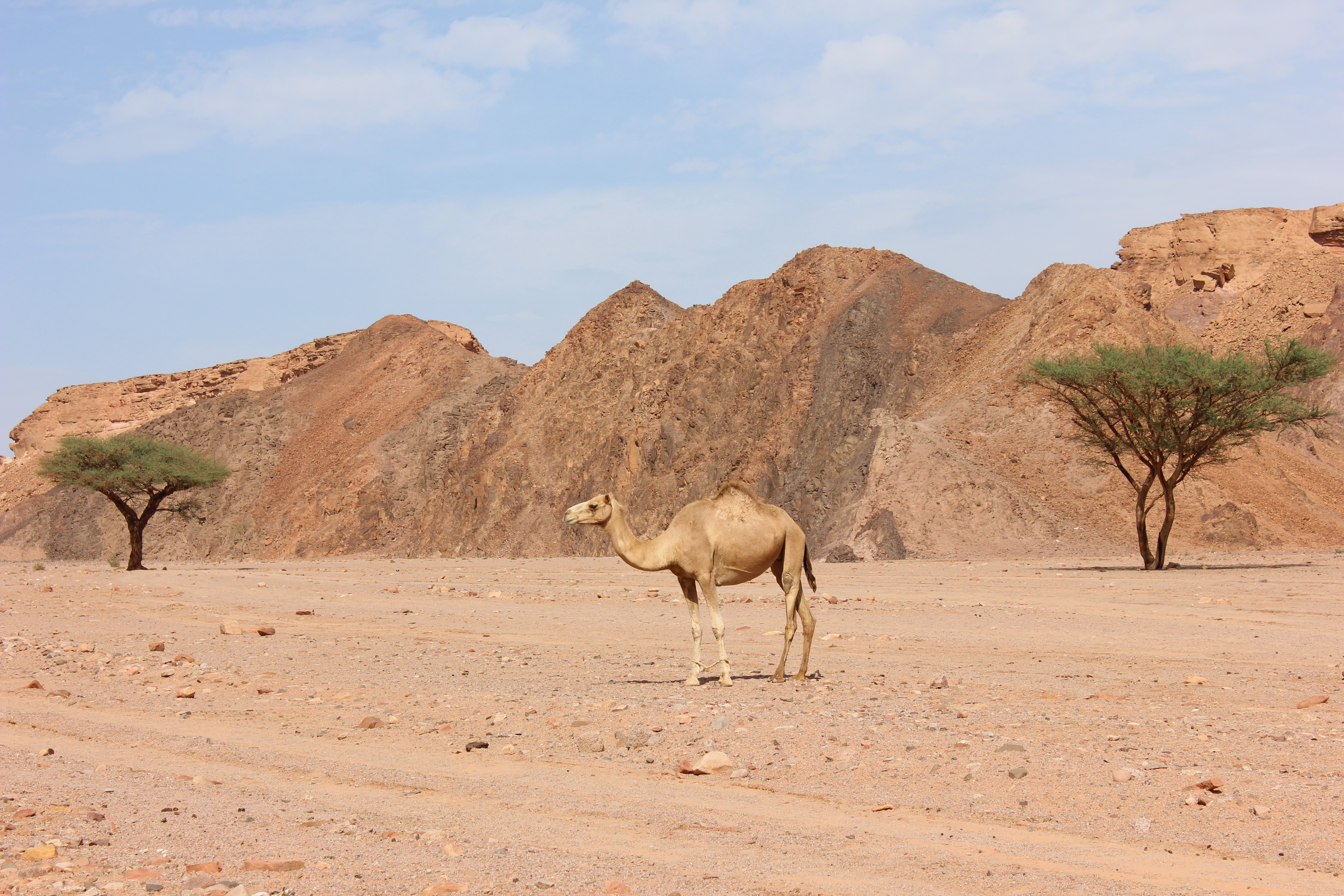
جمل بديسكو تاور، نويبع، مصر.
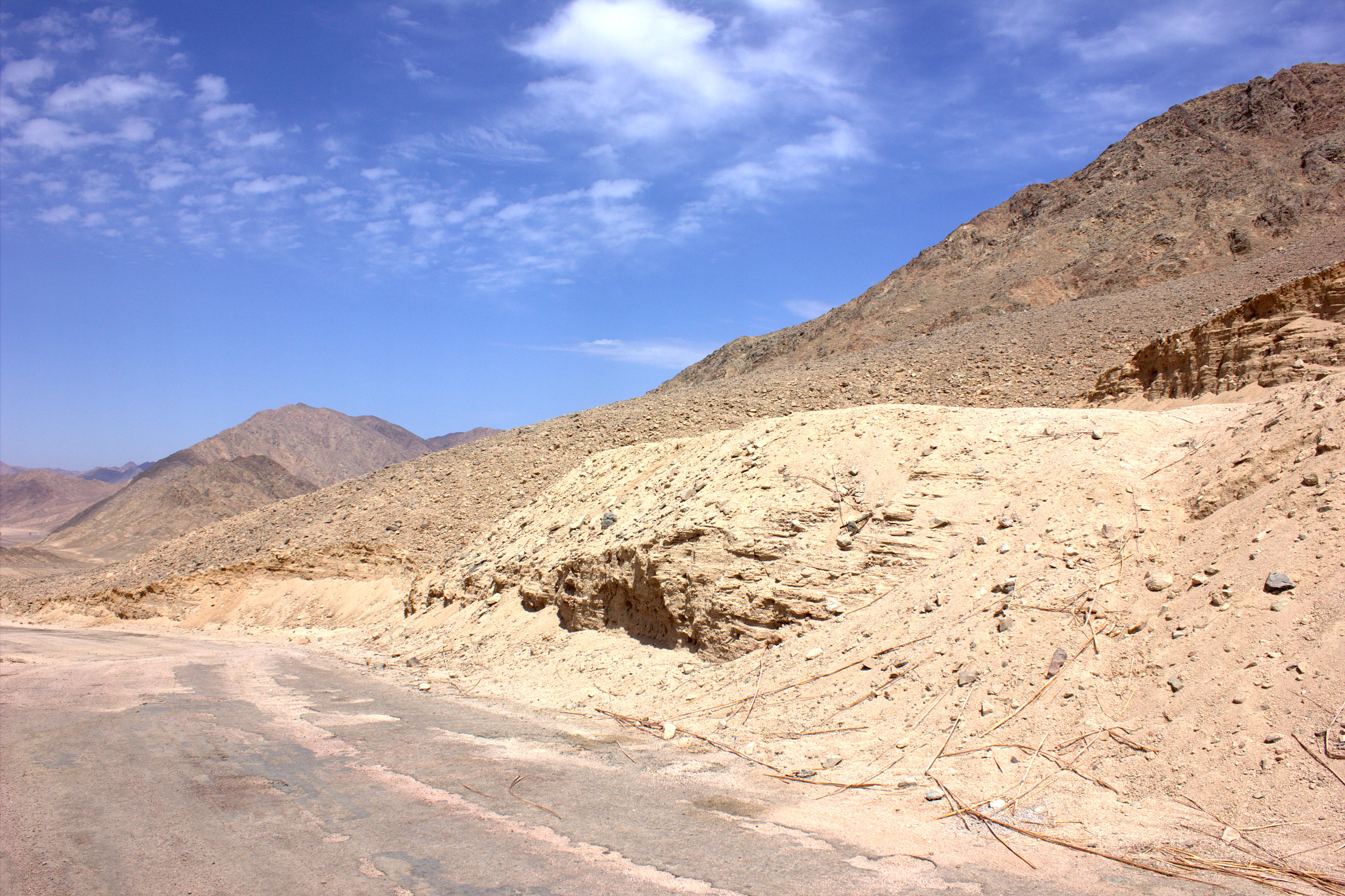
طريق تاور سانت كاترين، جنوب، مصر.
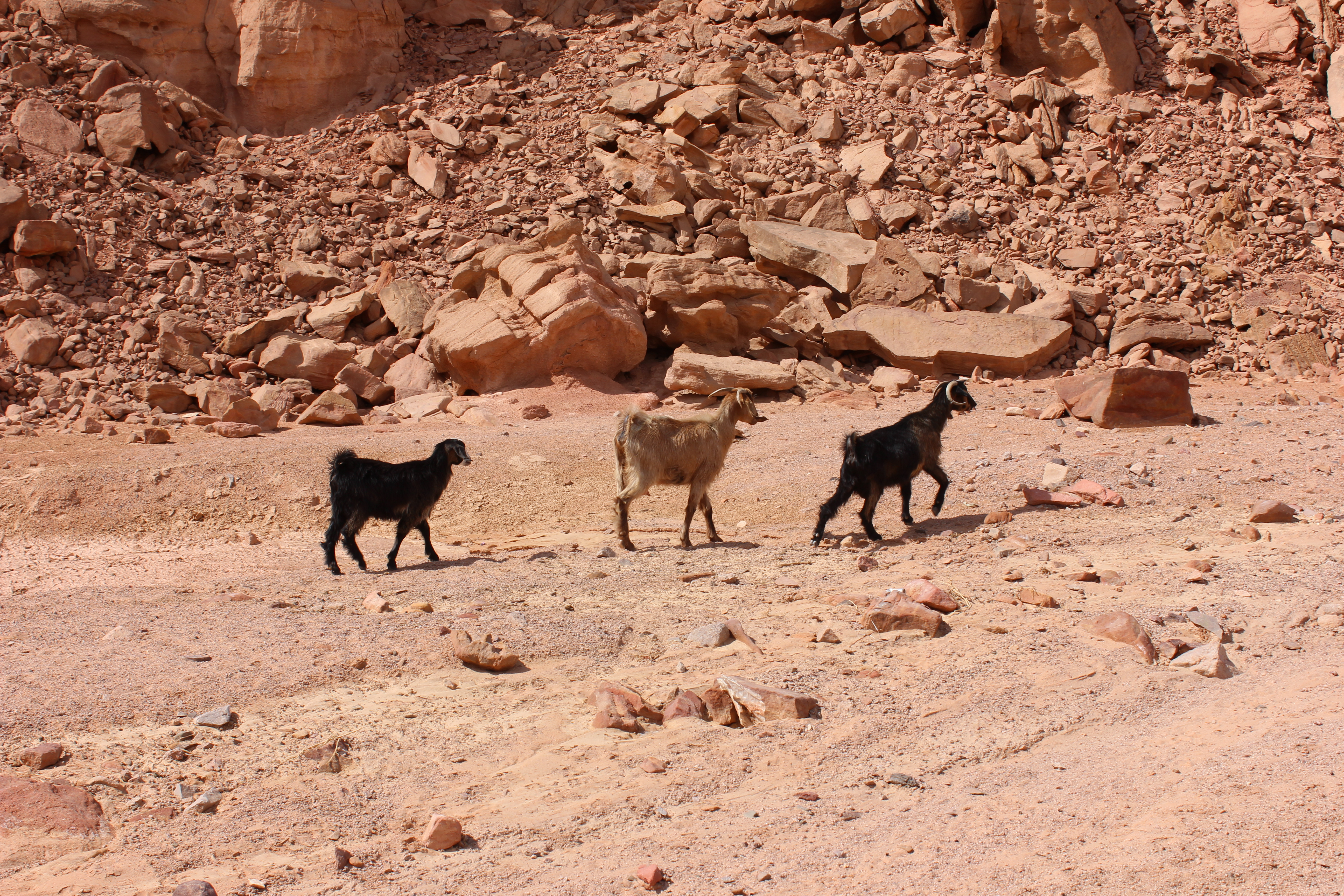
واحة غير خضرة، نويبع، جنوب سيناء، مصر.
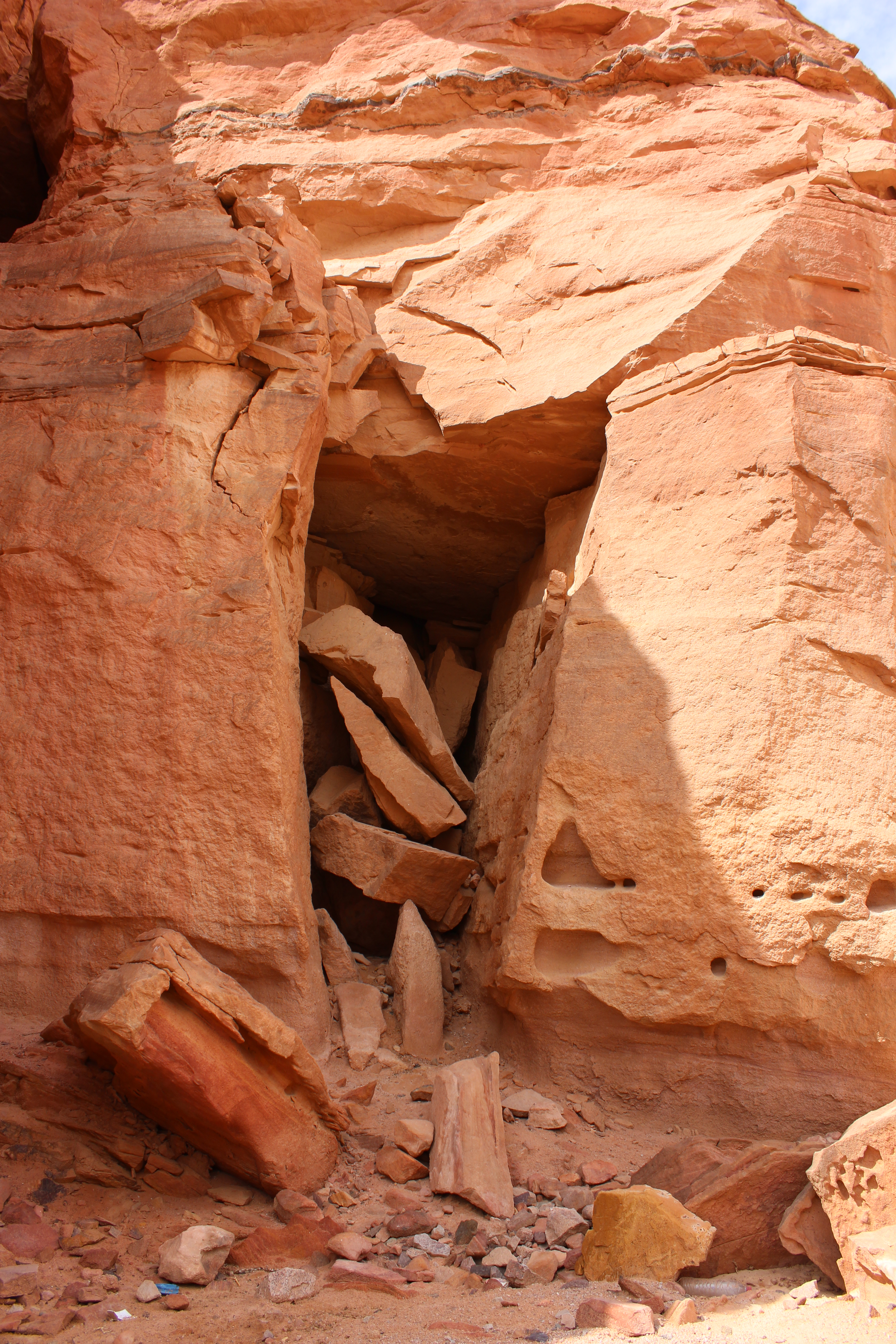
واحة غير خضرة، نويبع، جنوب سيناء، مصر.
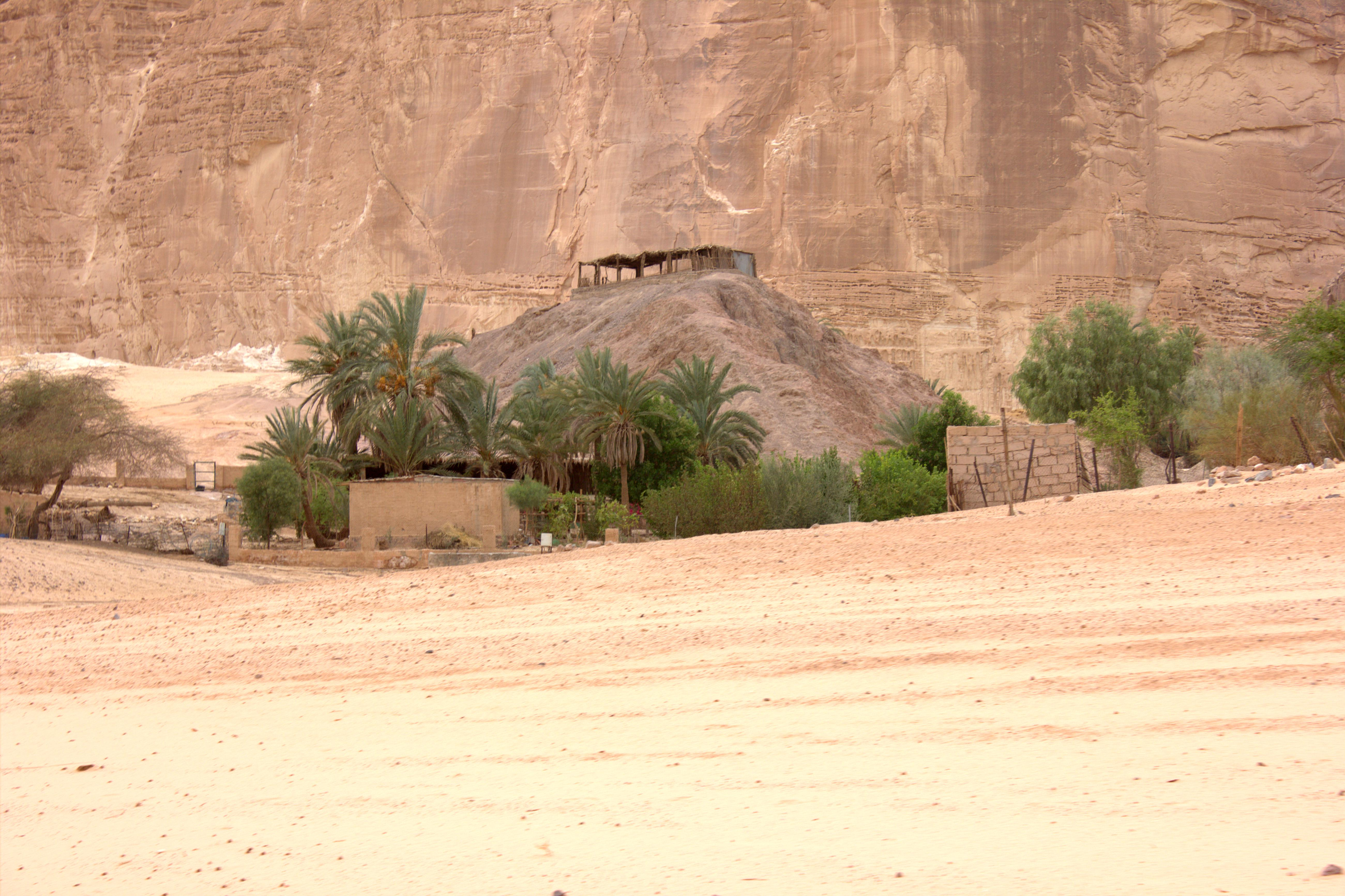
وادي